# Пагава, Вера
Вера Пагава (фр. Véra Pagava; 27 февраля 1907, Тифлис — 25 марта 1988, Монруж, департамент О-де-Сен) — княжна, французская художница грузинского происхождения. Принадлежала к Парижской школе, входила в число художников грузинского авангарда.

## Биография
Родилась в Грузии. Происходит из княжеского рода Пагава. Отец — адвокат, мать — педагог. В 1920 году вместе с семьей приехала в Швейцарию для поправки здоровья брата. После установления советской власти в Грузии семья решила не возвращаться на родину, в 1923 году переехала в Париж.
Вера училась в Школе декоративного искусства, Школе искусства и рекламы (1926—1933), посещала мастерскую Андре Лота. В 1932 году поступила в частную Академию Рансона, где занималась в мастерской фресковой живописи Роже Бисьера, подружилась с Манесье, Виейра да Силва, Арпадом Сенешем. В 1938 и 1939 годах участвовала в выставке с группой Témoignage. Во время войны служила медсестрой. В 1943 году познакомилась с галеристкой Жанной Бюше, которая в 1944 году устроила выставку её работ вместе с Дорой Маар в своей галерее на бульваре Монпарнас. Выставляла свои работы в этой галерее до 1960, позднее выставлялась в галерее Жакоба и галерее Дарьял. В 1966 году представляла Францию на Венецианской биеннале.
В 1982—1983 году её ретроспективная выставка была показана в музеях Дижона, Бове, Реймса, Труа.
Вера Пагава умерла в 1988 году в Иври-сюр-Сен в возрасте 81 года. Её останки были похоронены на Лёвильском кладбище. 

## Творчество
С 1960-х годов работала в абстрактной манере.
Иллюстрировала стихи и прозу Пьера Лекюира. Занималась настенной живописью, витражным искусством.

## Наследие
В 1991 году в Париже была основана «Культурная Ассоциация Вера Пагава». Организация занимается сохранением коллекции и архивов художницы и продвижением работ Веры Пагавы.
В 2008 году в музее Монпарнаса была развернута экспозиция «Париж — Монпарнас — Тбилиси, 1920-е годы», представлявшая творчество Елены Ахвледиани и Веры Пагава.
В 2012 году ретроспектива работ Пагавы была проведена на родине художницы, в Национальной галерее Дмитрия Шеварднадзе в Тбилиси. Работы художницы также находятся в коллекции Центра Помпиду.
В 2025 году при участии Грузинского национального музея и Музея изящных искусств Дижона был издан каталог «Неизвестный грузинский авангард»(автор: искусствовед Ида Берлин), в котором работы Веры Пагавы были опубликованы наряду с другими грузинскими художниками Парижской школы.